# Schule Schmeilstraße

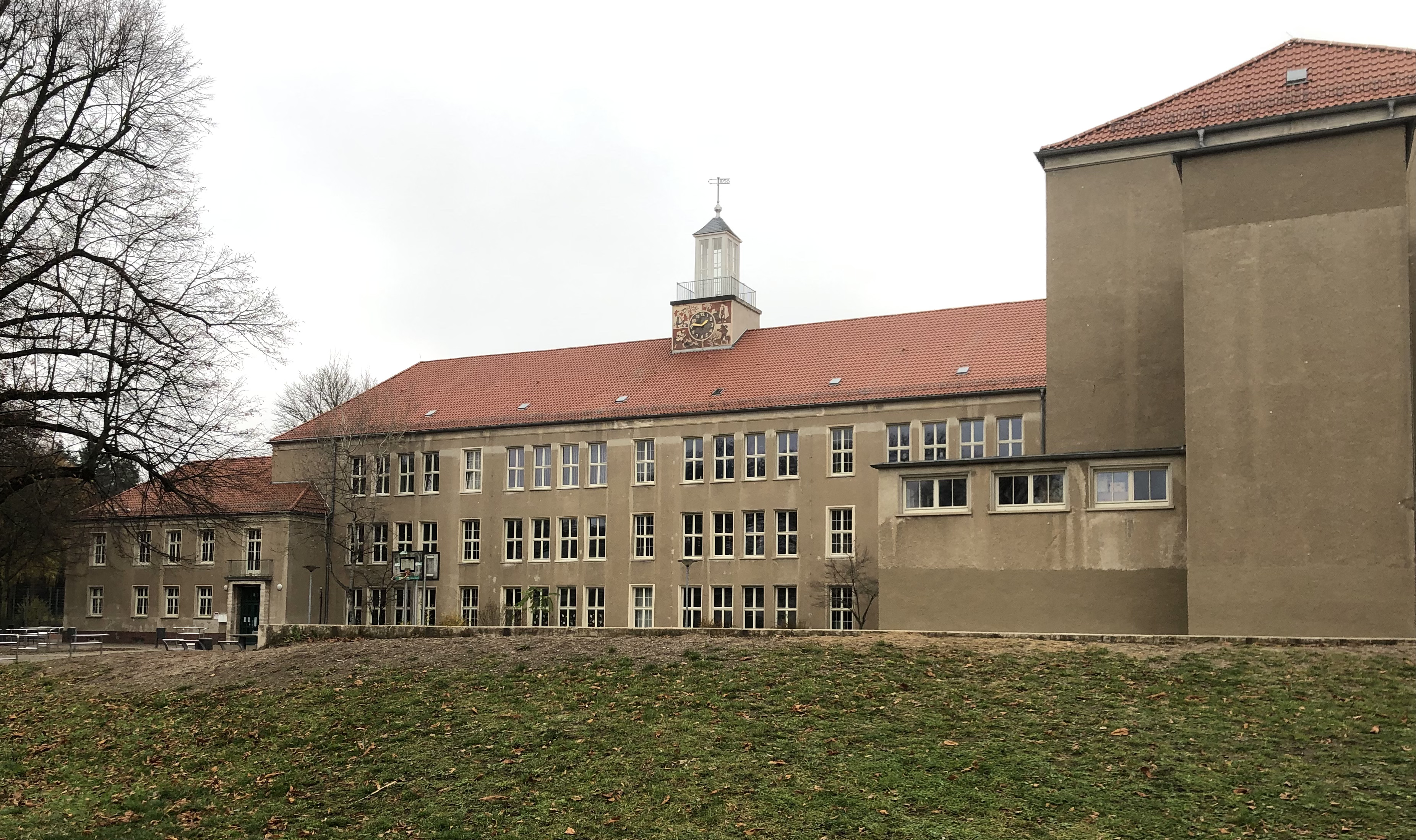
Schule Schmeilstraße, 2021

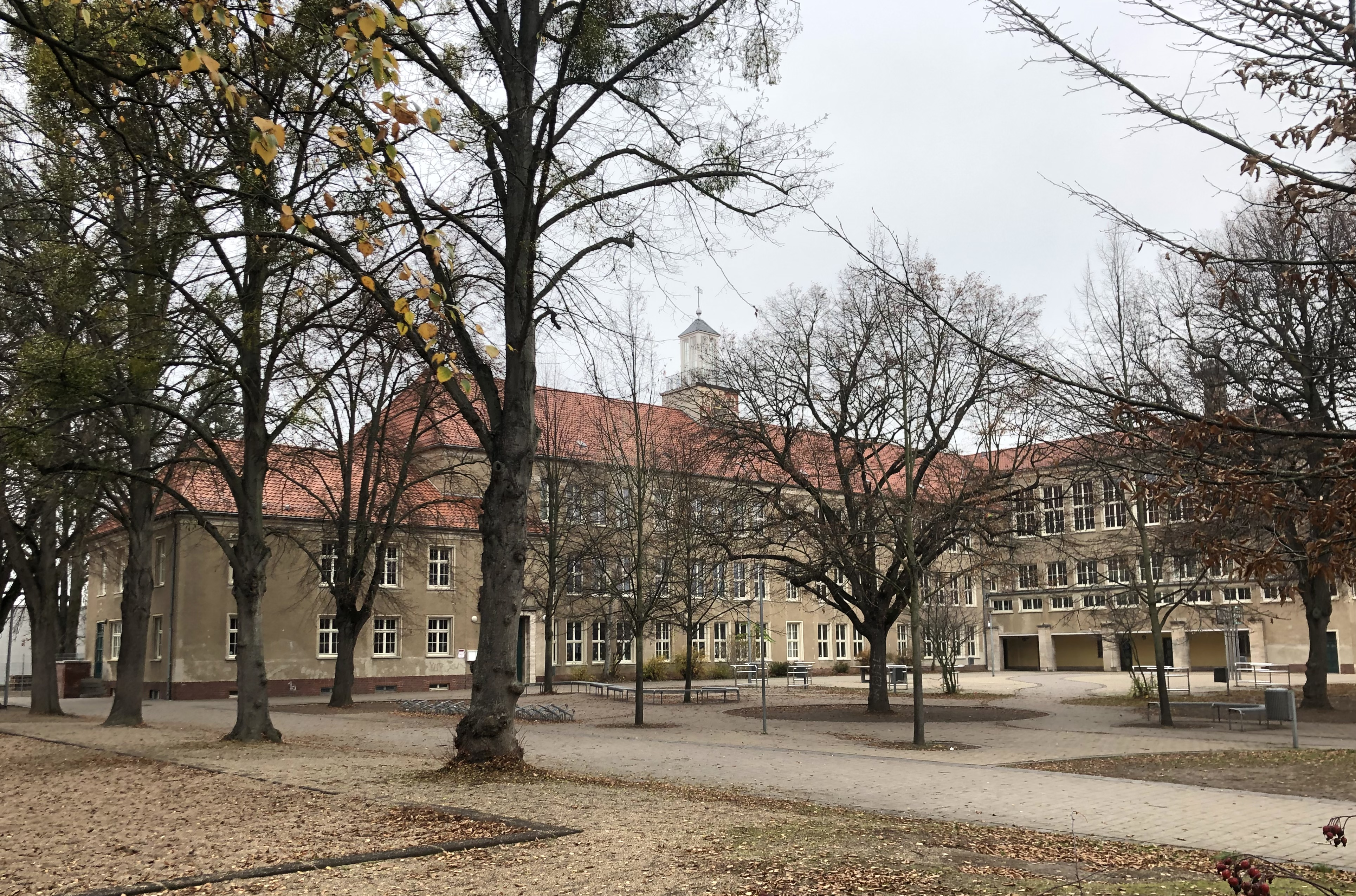
Blick von Südosten

Die Schule Schmeilstraße ist ein denkmalgeschütztes Schulgebäude in Magdeburg in Sachsen-Anhalt. In dem Gebäude ist  die Gemeinschaftsschule Oskar Linke untergebracht.

## Lage
Die Schule befindet sich westlich der Schmeilstraße in einer Ecklage zur südlich verlaufenden Großen Diesdorfer Straße im Magdeburger Stadtteil Stadtfeld West an der Adresse Schmeilstraße 1.

## Ausrichtung der Schule
Im Schulkomplex ist derzeit eine Gemeinschaftsschule untergebracht. Die nach dem Pädagogen Oskar Linke benannte  Schule verfügt seit 2009/2010 über ein naturwissenschaftlich-technisches Profil und bietet Bildungsgänge von der fünften Klasse bis zum Abitur an. Bis Juni 2024 beinhaltete der Komplex auch die Grundschule Schmeilstraße.

## Architektur und Geschichte

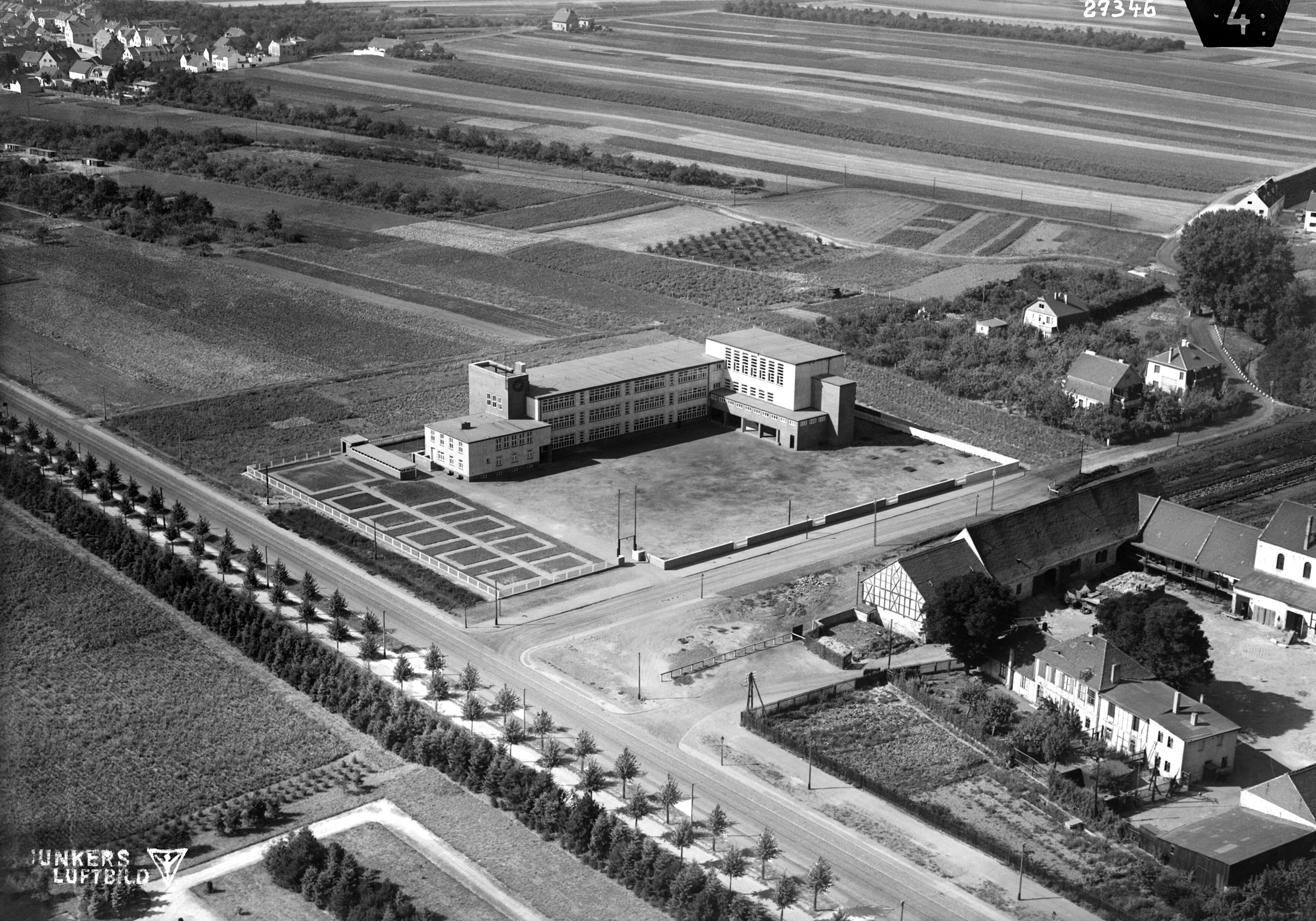
Luftaufnahme des Schulgebäudes, 1929

Das Schulgebäude entstand als Volksschule in den Jahren 1928/29 an der damaligen Adresse Harsdorfer Worthen im Stil des Neuen Bauens. Die moderne Architektur sollte dabei unter Leitung des Stadtschulrates Hans Löscher mit neuen pädagogischen Ansätzen verbunden werden. Der Entwurf geht auf den Stadtbaurat Johannes Göderitz und auf Fritz Kneller zurück. Die Entstehung der über einen 4500 m² großen Hof verfügenden Schule stand im Zusammenhang mit der in der Nachbarschaft errichteten Hermann-Beims-Siedlung. Der Bau galt als modernstes Schulgebäude der Provinz Sachsen. Die gestaffelte Bauweise sollte außerdem, das Schulgebäude lag damals am Stadtrand, den Übergang von der großstädtischen Bauweise hin zum ländlichen Raum zeigen.
Es entstanden drei Flügel. Im kleinsten, nur zweigeschossigen südlichen Teil wurden Räume für Verwaltung und Lehrer untergebracht. Hier bestand eine Wohnung für den Hausmeister sowie eine städtische Gesundheitsstelle samt Zimmer des Schularztes. Im oberen Geschoss befanden sich Zimmer für den Rektor, Zimmer für Lehrerinnen und Lehrer, Lehrertoiletten sowie Zimmer für Lehrmittel.
Der die Klassenräume umfassende langgezogene dreigeschossige Trakt schließt, etwas nach Westen versetzt, hieran an. Die Fenster der Klassenräume reichten von der Brüstung bis zur Decke, so dass die Räume sehr hell waren. Zu jedem Klassenzimmer gehörte eine schmale Garderobe. Auf jeder Etage befanden sich acht Klassenräume. Auch die Möblierung war für die Zeit modern. Statt Katheder und Schulbänken wurden Tische und Stühle in drei unterschiedlichen Größen der Firma Thonet angeschafft. Die Schultafeln waren sehr groß und hellgrau. Sie sollten auch mit bunter Kreide beschrieben werden können. Zumeist war an der Längswand zum Flur hin jeweils eine lange Tafel angebracht, die für die Kinder vorgesehen war. Neben 18 normalen Klassenzimmern gab es drei Werkräume, zwei Räume für Handarbeitsunterricht und ein Physikkabinett. Erschlossen wird der Trakt durch Mittelflure. Durch Treppenhäuser und die nur mittels Glaswänden abgegrenzten Garderoben erhielten die Flure Tageslicht. Auch an der von hochrechteckigen Fensteröffnungen in Form von Fensterbändern gegliederten Außenfassade war der Wechsel von Klassenräumen und angegliederter Garderobe zu erkennen. Auf dem südlichen Treppenturm bestand ein weiterer Klassenraum, der für Himmelsbeobachtungen vorgesehen war.
Quer zu diesem Flügel stehend, befindet sich nördlich ein dreigeschossiger, die anderen Flügel überragender Trakt für Turnhalle und Saal. Im Erdgeschoss sind die Toiletten, Umkleide- und Waschräume untergebracht. Im ersten Obergeschoss befinden sich die Turnhalle sowie Zimmer für Geräte und ein Lehrerzimmer. Im obersten Geschoss liegt die Aula. Ihre Wände und Decken waren mit geometrischen Mustern bemalt. Die sieben Fensteröffnungen sind hochrechteckig angelegt. Dieser Trakt hat im Erdgeschoss einen nach Süden zum Hof hin ausgerichteten Pfeilergang, der als Regenschutz dient. Der Sockel des Klassentrakts war ursprünglich, wie auch ein Eingangsbereich im Verwaltungsteil, als ziegelsichtige Fassade gestaltet, während die übrigen Flächen weiß verputzt waren. Zum Teil bestand eine Verkleidung mit hellroten Platten. Im Süden am Winkel zwischen Verwaltungs- und Klassenflügel sowie am Ostgiebel des Hallenbaus wurden Treppenhäuser angeordnet. Der südliche Treppenturm hatte an seiner Außenfassade eine Uhr mit einem die Ziffern 1 bis 24 zeigenden Ziffernblatt. Alle Gebäudeteile hatten Flachdächer.
Zu Ostern 1929 zog die bis dahin am Westring befindliche Versuchsschule Magdeburg-West für Knaben und Mädchen in das Schulgebäude. Die Gründung der Schule war 1926 als Wilhelmstädter Sammelschule beschlossen worden. Die Eröffnung fand am 21. April 1927 im damaligen Sedanring, dem heutigen Westring, statt. 1929 zählte die Versuchsschule 436 Kinder in zwölf Klassen. 1934 wurde der Schulname verändert. Die Schule hieß nun 9. Gemeindeschule – Goetheschule. Von der aufgelösten Wilhelmstädter Sammelschule wurden einige Klassen in die Schmeilstraße umgegliedert. Während des Zweiten Weltkriegs diente der Schulkomplex von 1940 bis 1945 auch als Lazarett und als Aktenlager für Unterlagen der SS. Ab 1942/43 wurden die Schüler in ländliche Regionen evakuiert. 1945 wurde der Klassentrakt durch Bombentreffer vollständig zerstört. Am 1. Oktober 1945 wurde der Schulbetrieb als 9. Volksschule für Knaben und Mädchen in einer Außenstelle am Sedanring wieder aufgenommen. Im Dezember 1945 erhielt die Schule den noch heute geführten Namen Oskar Linke.
Der Wiederaufbau des Komplexes Schmeilstraße erfolgte ab 1951 nach anderen Angaben ab 1952, nach Plänen von Erich Degenkolbe. Die Wiedereröffnung fand am 1. September 1956 statt. Zwar wurden die Baukörper dabei wieder hergestellt, die Gestaltung erfolgte jedoch im Stil der nationalen Traditionen in neoklassizistischer Formensprache. So erhielten die Gebäudeteile nun Walmdächer, der Klassentrakt wurde mit einem Dachreiter bekrönt. Der Dachreiter ist mit einer Uhr und Sgraffito versehen. Statt des ursprünglichen Wechsels von Putz- und Klinkerflächen wurde die komplette Fassade verputzt, die Fensterbänder in der historischen Form aufgegeben. Auf den südlichen Treppenturm wurde verzichtet. Die Pfeiler des Pfeilergangs wurden mit Travertin verkleidet.
In der Zeit der DDR wurde die Schule als Polytechnische Oberschule Oskar Linke betrieben. 1991 wurde die Schule in die Grundschule Schmeilstraße und die Sekundarschule Oskar Linke aufgespalten, wobei beide Schulen im Komplex blieben. Im gleichen Jahr wurde die ehemalige Goetze-Schule aus der Harsdorfer Straße an die Sekundarschule angegliedert. 1993 wurde der Name Oskar Linke durch die Stadt Magdeburg bestätigt. Im Jahr 1994 erfolgte die Zusammenlegung der Sekundarschule Oskar Linke mit der bis dahin in Diesdorf ansässigen Rau-Schule.
Ab 1995 wurde der Schulkomplex saniert. In diesem Zusammenhang entstanden auch ein Chemiekabinett und eine Küche. 1996 kam ein Computerkabinett hinzu, Turnhalle und Sportplatz wurden neu gestaltet und der Brandschutz wurde modernisiert. 2003/2004 erfolgte eine Neugestaltung des Schulhofes. Die Sanierungsmaßnahmen fanden 2007 mit der Renovierung der Aula einen Abschluss. Die Sekundarschule wurde in eine Gemeinschaftsschule umgewandelt.
Im Denkmalverzeichnis des Landes Sachsen-Anhalt ist die Schule unter der Erfassungsnummer 094 82559 als Baudenkmal verzeichnet. Nach jahrelangen Diskussionen wurde im Januar 2024 die Schließung der Grundschule Schmeilstraße nach dem Ende des Schuljahres 2023/2024 beschlossen, da sie die Anforderungen der Mindestschulgröße unterschritt.

## Persönlichkeiten
Der Handballspieler Helmut Kurrat (* 1959) begann bei der Schulsportgemeinschaft der Oskar-Linke-Schule seine sportliche Laufbahn.